# It's All Over Now, Baby Blue
Pour l'album de Marianne Faithfull, voir It's All Over Now, Baby Blue (album).
Pistes de Bringing It All Back Home
It's Alright, Ma (I'm Only Bleeding)
It's All Over Now, Baby Blue est une chanson de Bob Dylan parue en 1965 sur l'album Bringing It All Back Home. Comme le titre et les paroles  l'indiquent, c'est la fin, la fin des illusions, de l'amour. Dans les paroles de cette chanson, on y décèle la guerre et ses conséquences, la défaite des armées face à un ennemi puissant, l'amant qui est parti en emportant même les couvertures, le peintre fou qui dessine sur les draps de la personne que Dylan apostrophe…